# Tipáza

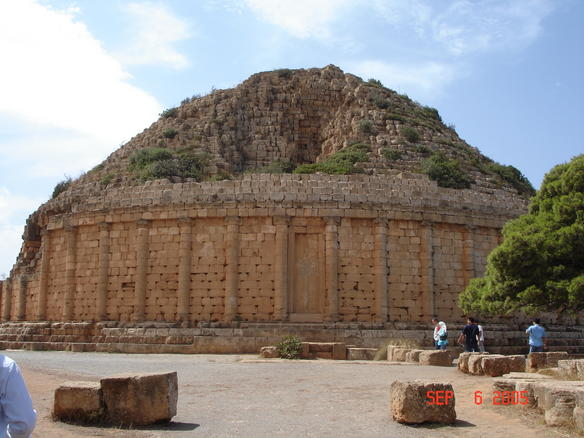
Római síremlék

Tipáza város Algériában, az azonos nevű tartomány székhelye. A fővárostól 50 kilométerre nyugatra fekszik. Lakosainak száma 2007. január 1-jén 8049 volt.

## Története
A várost a Kr. e. 5. században a föníciaiak alapították, majd római katonai kolónia lett és Kr. u. 39-ben, Claudius császár idejében municípiumi rangot kapott. Ekkor épült a 2 kilométer hosszú városfal. A város a 2. század végén érte el fénykorát, ekkoriban (Stéphane Gsell becslése szerint) 20 000 lakosa lehetett. A kereszténység viszonylag korán  megjelent Tipázában, amely a 3. században már püspöki székhely volt. Lakóinak többsége azonban nem volt keresztény és a legenda szerint így történhetett, hogy amikor a 4. században egy keresztény kislány a tengerbe dobta kígyóbálványát, halálra kövezték. A Szent Salsa néven vértanúként tisztelt kislány testét a kikötő feletti dombon, egy kis kápolnában temették el.  
484-ben Hunerik vandál király egy ariánus püspököt küldött a városba, ezt követően a lakosság nagy része Spanyolországba szökött. A város eltűnt a történelem színpadáról, az arabok nem telepedtek meg itt. Az újkori Tipáza várost 1857-ben alapították.

## Látnivalók
A városban található római kori romokat a UNESCO a világörökség részeként tartja számon. Ezek a tenger felé néző három dombon fekszenek. A legtöbb ház a középső dombon állt, de nem maradtak fenn. Három templom romjai most is láthatóak: a nagy bazilika és a Sándor-bazilika a nyugati dombon, illetve a Szent Salsa-bazilika a keleti dombon.
Fennmaradt még két temető, a fürdők, a színház, egy amfiteátrum és a Nymphaeum nevű szökőkút. Világosan kivehetőek a városfalak maradványai és a keleti domb lábánál található az ókori kikötő maradványa. A bazilikákat temető veszi körül, ahol mozaikkal díszített kőkoporsók helyezkednek el.
A Szent Salsa-bazilika, amelyet Stéphane Gsell tárt fel, egyhajós, kéttengelyes építmény volt. Itt is fennmaradt egy mozaik. A nagy bazilika évszázadokon át építőanyagként szolgált, de a héttengelyes alaprajz még most is felismerhető. A templom alatt sziklasírok találhatóak.

## Fordítás
- Ez a szócikk részben vagy egészben  a   Tipasa című német Wikipédia-szócikk ezen változatának fordításán alapul.  Az eredeti cikk szerkesztőit annak laptörténete sorolja fel. Ez a jelzés csupán a megfogalmazás eredetét és a szerzői jogokat jelzi, nem szolgál a cikkben szereplő információk forrásmegjelöléseként.